# Yélo Hamidou
Yélo Hamidou (auch: Yéllo Hamidou, Yolo, Yolohamidou) ist ein Dorf in der Landgemeinde Diagourou in Niger.

## Geographie
Das von einem traditionellen Ortsvorsteher (chef traditionnel) geleitete Dorf befindet sich rund 19 Kilometer südwestlich des Hauptorts Diagourou der gleichnamigen Landgemeinde, die zum Departement Téra in der Region Tillabéri gehört. Zu den Siedlungen in der näheren Umgebung von Yélo Hamidou zählen Bangaré im Nordwesten, Yélo Taka im Nordosten und Bouppo im Südosten.
Das Dorf weist zwei Siedlungskerne auf: Yélo Hamidou und das jüngere Yélo Guinkargou.
Yélo Hamidou ist Teil der Übergangszone zwischen Sahel und Sudan. Die durchschnittliche jährliche Niederschlagsmenge beträgt hier zwischen 400 und 500 mm. Beim Dorf erstrecken sich die Teiche Féto Badjido und Féto Dagouey. Das Fulfulde-Wort Féto bedeutet „Teich“.

## Geschichte
Zum Ortsnamen gibt es unterschiedliche Herleitungen. Das Tamascheq-Wort Hellou bedeutet „Elefant“ und einer Überlieferung zufolge gab es in dieser Gegend früher Elefanten, die den Bella Schrecken einjagten. Das Fulfulde-Wort Yollo lässt sich als „guter Platz“ übersetzen. Nach einer anderen Interpretation kommt Yelo ebenfalls aus dem Fulfulde, bedeutet allerdings „Einfriedung“. So hätten die ersten Bewohner Einfriedungen errichtet, um sich in der Nacht vor Raubtieren im Buschland zu schützen. Hamidou ist der Personenname des ersten Siedlers von Yélo Hamidou. Bezüglich des Ortsteils Yélo Guinkargou ist Guinkargou ein bei den Gourmantché verbreiteter Personenname und bezieht sich auf den dortigen ersten Siedler.
Yélo Hamidou gilt als eines der ältesten Dörfer in der Gemeinde Diagourou. Die Siedlungen Yélo Guinkargou und Yélo Taka wurden von transhumanten Viehzüchter aus Yélo Hamidou gegründet, die auf der Suche nach Weideland waren.
Wie in zahlreichen anderen Orten in der Grenzregion zu Burkina Faso und Mali war es bis Mitte 2020 zu einem Eindringen nichtstaatlicher bewaffneter Gruppen gekommen. Eine bewaffnete Gruppe attackierte Yélo Hamidou erneut am 17. Mai 2023 und ermordete sieben Personen. Zwei Wochen früher war bereits das Nachbardorf Yélo Taka angegriffen worden. Daraufhin flohen Einwohner aus beiden Siedlungen in die Departementshauptstadt Téra.

## Bevölkerung
Bei der Volkszählung 2012 hatte Yélo Hamidou 707 Einwohner, die in 97 Haushalten lebten. Bei der Volkszählung 2001 betrug die Einwohnerzahl 1588 in 189 Haushalten und bei der Volkszählung 1988 belief sich die Einwohnerzahl auf 1086 in 161 Haushalten.

## Wirtschaft und Infrastruktur
Yélo Hamidou verfügt über ein Weidegebiet und einen Durchzugskorridor für Vieh. Es gibt eine Schule im Dorf.